# Marcelline Pauper
 (juillet 2025).
Marcelline Pauper, née à Saint-Saulge (Nièvre) le 11 mars 1666 et morte à Tulle le 25 juin 1708, est une religieuse française de la congrégation des Sœurs de la Charité de Nevers.

## Biographie
Née dans une famille de boulangers à Saint-Saulge, Marcelline Pauper reçoit le message de Dom Jean-Baptiste Delaveyne comme Anne Legeay, Marie de Marchangy (morte en 1729), et entre en 1688 à la congrégation des Sœurs de la Charité de Nevers, dont elle deviendra la supérieure générale en 1694, après avoir fondé la Maison de Decize en 1691.
Elle fonde Murat en 1696, Bourg-Saint-Andéol en 1700 et Tulle, cinq ans plus tard, menant ainsi pendant dix-huit ans une existence de missionnaire.
Elle consacre sa vie aux pauvres : « Quant aux secours que je puis rendre aux pauvres, je ne m'y épargne pas. Je quitte volontiers la prière, la messe et je remets même la sainte communion, pour les servir et pour leur procurer tous les secours dont je suis capable, jusqu'à quêter dans les maisons, pour subvenir à leurs besoins. »[réf. nécessaire]

## Stigmates
Le 26 avril 1702, elle aurait « reçu les stigmates » en expiation d'un sacrilège commis quelques semaines auparavant dans une chapelle.

## Œuvre
Fondations
- 1688 : entre à la Congrégation des Sœurs de la Charité de Nevers ;
- 1691 : fondation de la Maison de Decize (Nièvre) ;
- 1694 : supérieure générale de la Maion-Mère de Nevers (Nièvre) ;
- 1696 : fondation de la Maison de Murat (Cantal) ;
- 1700 : fondation de la Maison de Bourg-Saint-Andéol (Ardèche) ;
- 1705 : fondation de la Maison de Tulle (Corrèze).